# Calosphaeria pusilla
Calosphaeria pusilla är en svampart som först beskrevs av Göran Wahlenberg, och fick sitt nu gällande namn av Petter Adolf Karsten 1873. Calosphaeria pusilla ingår i släktet Calosphaeria och familjen Calosphaeriaceae.   Inga underarter finns listade i Catalogue of Life.